# Juli Ramis i Palau
Juli Ramis i Palau (Sóller, Mallorca, 1910 - Palma 1990) fou un pintor mallorquí, nebot de Cristòfor Pizà. Començà a pintar el 1923 i mostrà influència tant del seu oncle com de Santiago Rusiñol, Joaquim Mir, Hermen Anglada Camarasa i Sebastià Juñer-Vidal, però la influència definitiva la va rebre de Wols el 1927. Estudià a Barcelona, Madrid i París, contactà amb els postcubistes espanyols i amb alguns avantguardistes.
Exposà a l'Haia, Londres, Zúric, a les galeries Syra de Barcelona (1933), Madrid (1936 i 1952), Palma, París i Stuttgart, i col·lectivament a la Primera Bienal Hispanoamericana de Arte de 1951, a la Biennal de Venècia de 1960 i al Salon des réalités nouvelles de París.
Des del 1939 va viure a Tànger un xic al marge de moviments i marxants. Tenia un gran domini del dibuix, passà de la influència cubista i fauve a ser un dels precursors de l'informalisme, treballant amb sorres o petxines amb suports de tota mena. Té obres als museus d'art modern de París, Lió, Israel, Madrid i Sóller. El 1990 va rebre la Medalla d'Or de la Comunitat Autònoma de les Illes Balears. Té obra al Museu Reina Sofia.